# Piotr Brożek
Piotr Czesław Brożek (Kielce, 21 aprile 1983) è un ex calciatore polacco, di ruolo centrocampista.

## Biografia
È il fratello gemello di Paweł, anch'egli calciatore con cui ha condiviso una lunga militanza nel Wisła Cracovia.

## Carriera

### Club

#### Wisła Cracovia e prestiti
Si trasferì assieme al fratello Pawel si trasferì nel 1994 nelle giovanili del Wisła Cracovia.
Piotr Brożek ha debuttato nell'Ekstraklasa l'8 settembre 2001 nella vittoria esterna contro il GKS Katowice. Durante la pausa invernale della stagione 2001-2002, è stato prestato semestrale al ŁKS in seconda serie.
Tornò al Wisła nella stagione 2002-2003. Il 29 agosto 2002, ha fatto il suo debutto in una competizione europea, la Coppa UEFA contro il Glentoran. Il 19 settembre 2003, entrato da appena due minuti, siglò la sua prima rete in campionato nella rovinosa sconfitta per 4-1 contro il Legia Varsavia; la stagione 2003-2004 si è conclusa con la vittoria del campionato polacco. Nella stagione successiva è passato in prestito al Górnik Zabrze, dove ha segnato 3 gol in 18 partite. Ha rivinto il campionato polacco nella stagione 2007-2008 e una quarta volta l'anno dopo.

#### Trabzonspor
Il 30 dicembre 2010, il Trabzonspor ha acquistato sia Piotr sia suo fratello gemello.

#### Lechia Gdańsk
Il 9 agosto 2012 Piotr ha firmato un contratto di un anno con il Lechia Danzica.

#### Il ritorno al Wisla
Il 28 ottobre 2013 il Wisla ha annunciato il ritorno di Piotr Brożek. Il giorno successivo è subentrato a Rafal Boguski al minuto 63 nella vittoriosa gara contro il Widzew Łódź.

#### Piast Gliwice e fine carriera
A meno di un anno dal suo ritorno a Cracovia nell'estate del 2014 passò al Piast Gliwice; dopo un'ultima stagione nella massima serie polacca senza reti, si ritirò dal calcio giocato.

### Nazionale
Ha giocato in tutte le nazionali giovanili polacche.
Il 2 febbraio 2008 debutta con la Nazionale polacca entrando all'inizio del secondo tempo dell'amichevole contro la Finlandia al posto di Tomasz Lisowski. Il 14 novembre 2009 fu per la prima volta schierato titolare dal CT Franciszek Smuda nell'amichevole contro la Romania. Il 23 gennaio 2010 segna la sua prima e unica rete in nazionale nell'amichevole contro Singapore.
Tra il 2008 e il 2010 collezionò cinque presenze in nazionale.

## Statistiche
| Stagione              | Squadra               | Campionato            | Campionato | Campionato | Coppe nazionali | Coppe nazionali | Coppe nazionali | Coppe continentali | Coppe continentali | Coppe continentali | Totale | Totale |
| Stagione              | Squadra               | Comp                  | Pres       | Reti       | Comp            | Pres            | Reti            | Comp               | Pres               | Reti               | Pres   | Reti   |
| --------------------- | --------------------- | --------------------- | ---------- | ---------- | --------------- | --------------- | --------------- | ------------------ | ------------------ | ------------------ | ------ | ------ |
| 2001-gen.2002         | Wisła Cracovia        | 1L                    | 1          | 0          | CP              | 0               | 0               | CU                 | 0                  | 0                  | 1      | 0      |
| gen.-giu. 2002        | ŁKS                   | 2L                    | 5          | 0          | CP              | 0               | 0               | -                  | -                  | -                  | 5      | 0      |
| 2002-2003             | Wisła Cracovia        | 1L                    | 9          | 0          | CP              | ?               | ?               | CU                 | 2                  | 0                  | 11+    | 0+     |
| 2003-2004             | Wisła Cracovia        | 1L                    | 18         | 3          | CP              | ?               | ?               | CU                 | 5                  | 0                  | 23+    | 3+     |
| 2004-2005             | Górnik Zabrze         | 1L                    | 22         | 3          | CP              | ?               | ?               | -                  | -                  | -                  | 22+    | 3+     |
| 2005-2006             | Wisła Cracovia        | 1L                    | 18         | 1          | CP              | ?               | ?               | CU                 | 0                  | 0                  | 18+    | 1+     |
| 2006-2007             | Wisła Cracovia        | 1L                    | 21         | 3          | CP              | 1               | 0               | CU                 | 7                  | 1                  | 29     | 4      |
| 2007-2008             | Wisła Cracovia        | 1L                    | 27         | 2          | CP              | 5               | 0               | -                  | -                  | -                  | 32     | 2      |
| 2008-2009             | Wisła Cracovia        | E                     | 27         | 0          | CP              | 3               | 0               | CU                 | 5                  | 0                  | 35     | 0      |
| 2009-2010             | Wisła Cracovia        | E                     | 28         | 2          | CP              | 3               | 0               | CU                 | 2                  | 0                  | 33     | 2      |
| 2010-2011             | Wisła Cracovia        | E                     | 7          | 0          | CP              | 1               | 0               | CU                 | 4                  | 2                  | 12     | 2      |
| 2010-2011             | Trabzonspor           | SL                    | 7          | 0          | CT              | 1               | 0               | -                  | -                  | -                  | 8      | 0      |
| 2011-2012             | Trabzonspor           | SL                    | 0          | 0          | CT              | 0               | 0               | CU                 | 0                  | 0                  | 8      | 0      |
| Totale Trabzonspor    | Totale Trabzonspor    | Totale Trabzonspor    | 7          | 0          |                 | 1               | 0               |                    | 0                  | 0                  | 8      | 0      |
| 2012-2013             | Lechia Danzica        | E                     | 24         | 1          | CP              | 0               | 0               | -                  | -                  | -                  | 24     | 1      |
| 2013-2014             | Wisła Cracovia        | E                     | 22         | 0          | CP              | 0               | 0               | -                  | -                  | -                  | 22     | 0      |
| Totale Wisla Cracovia | Totale Wisla Cracovia | Totale Wisla Cracovia | 7          | 0          |                 | 1               | 0               |                    | 0                  | 0                  | 8      | 0      |
| 2013-2014             | Wisła Cracovia        | E                     | 22         | 0          | CP              | 0               | 0               | -                  | -                  | -                  | 22     | 0      |
| 2014-2015             | Piast Gliwice         | E                     | 23         | 0          | CP              | 1               | 0               | -                  | -                  | -                  | 24     | 0      |
| Totale carriera       | Totale carriera       | Totale carriera       | 259        | 15         |                 | 15+             | 0+              |                    | 26                 | 3                  | 300+   | 18+    |

### Cronologia presenze e reti in nazionale
| Cronologia completa delle presenze e delle reti in nazionale ― Polonia | Cronologia completa delle presenze e delle reti in nazionale ― Polonia | Cronologia completa delle presenze e delle reti in nazionale ― Polonia | Cronologia completa delle presenze e delle reti in nazionale ― Polonia | Cronologia completa delle presenze e delle reti in nazionale ― Polonia | Cronologia completa delle presenze e delle reti in nazionale ― Polonia | Cronologia completa delle presenze e delle reti in nazionale ― Polonia | Cronologia completa delle presenze e delle reti in nazionale ― Polonia |
| Data                                                                   | Città                                                                  | In casa                                                                | Risultato                                                              | Ospiti                                                                 | Competizione                                                           | Reti                                                                   | Note                                                                   |
| ---------------------------------------------------------------------- | ---------------------------------------------------------------------- | ---------------------------------------------------------------------- | ---------------------------------------------------------------------- | ---------------------------------------------------------------------- | ---------------------------------------------------------------------- | ---------------------------------------------------------------------- | ---------------------------------------------------------------------- |
| 2-2-2008                                                               | Pafo                                                                   | Finlandia                                                              | 0 – 1                                                                  | Polonia                                                                | Torneo Internazionale di Cipro                                         | -                                                                      | 46’                                                                    |
| 14-11-2009                                                             | Tel Aviv                                                               | Polonia                                                                | 0 – 1                                                                  | Romania                                                                | Amichevole                                                             | -                                                                      |                                                                        |
| 21-1-2010                                                              | Nakhon Ratchasima                                                      | Polonia                                                                | 1 – 3                                                                  | Danimarca                                                              | King's Cup (calcio)                                                    | -                                                                      | 45’                                                                    |
| 21-1-2010                                                              | Nakhon Ratchasima                                                      | Thailandia                                                             | 1 – 3                                                                  | Polonia                                                                | King's Cup (calcio)                                                    | -                                                                      | 46’                                                                    |
| 21-1-2010                                                              | Nakhon Ratchasima                                                      | Polonia                                                                | 6 – 1                                                                  | Singapore                                                              | King's Cup (calcio)                                                    | 1                                                                      | 63’                                                                    |
| Totale                                                                 |                                                                        | Presenze                                                               | 5                                                                      |                                                                        | Reti                                                                   | 1                                                                      |                                                                        |

## Palmarès
- Campionato polacco: 4

Wisla: 2002-2003, 2003-2004, 2007-2008, 2008-2009
- Coppa di Polonia: 1

Wisla: 2002-2003
- Supercoppa di Polonia: 1

Wisla: 2001
- Coppa di Lega polacca: 1

Wisla: 2001